# Famille Cleenewerck et Cleenewerck de Crayencour
La famille Cleenewerck, dont une branche devient officiellement Cleenewerck de Crayencour après 1858 avant d'être anoblie en 1925 en Belgique, est une famille originaire des Flandres françaises, illustrée notamment par l'écrivain Marguerite Yourcenar (née Marguerite Cleenewerck de Crayencour) qui fut la première femme élue à l'Académie française et dont plusieurs ouvrages (« Souvenirs pieux », « Archives du Nord », et « Quoi ? L'Éternité ») racontent l'histoire de ses ancêtres, Cleenewerck puis Cleenewerck de Crayencour.
La famille Cleenewerck et Cleenewerck de Crayencour est répertoriée sous diverses orthographes (« Craincourt » (nom originel du fief qui a donné son nom à la famille, situé à quelques kilomètres de Lille), puis « Crayencourt » et « Crayencour ») dans plusieurs annuaires de familles européennes notables, nobles ou patriciennes : « Dictionnaire des familles françaises anciennes ou notables (1912) », « Annuaire de la noblesse de France et d'Europe (1843) », « Annuaire de la Noblesse de Belgique (1867) », armoriaux Hozier et Rietstap, ainsi que dans le site « Almanach de Saxe-Gotha » publié par les « Amis de l'Almanach de Saxe-Gotha » (comme noblesse de Belgique).
En France cette famille appartient à l'ancienne bourgeoisie française.

## Signification du nom
Pour Cleenewerck, on trouve des références à l’étymologie de la ville de Steenwerck : « petit bâtiment fortifié ».
Crayencour pourrait signifier « jardin des corbeaux » (de crayen, issu de raven).
Dans Archives du nord, Marguerite Yourcenar affirme que Cleenewerck est l'équivalent flamand du nom anglais Dolittle, désignant une personne qui ne travaille pas ou qui travaille peu.

## Origines des branches
Dans Archives du Nord, Marguerite Yourcenar fait remonter son récit familial à Nicolas Cleenewerck (vers 1540) de Caëstre, dont descend la branche de Bailleul (qui deviendra Crayencour) mais aussi la branche d’Hazebrouck, qui donnera un greffier et deux maires à cette ville. Dans ce même ouvrage, Marguerite Yourcenar mentionne aussi Martin Cleenewerck (condamné à mort pour hérésie) dont le lien de parenté n’est pas établi, mais qu’elle « adopte pour cousin » car, écrit-elle : 
Pour mon compte, je postulerais volontiers un ancêtre commun à ces différents N'en-fait-guère vivant dans un cercle de vingt lieues de diamètre.

### Hazebrouck
À Hazebrouck, Jean Cleenewerck (1650-1716), fils de Jean Cleenewerck, Seigneur de Bachoucke (1603-1678) et greffier de la ville, est le premier à faire enregistrer ses armoiries (Armorial d’Hozier, 1701). Plus tard, Joseph Cleenewerck (1759-1822) deviendra maire de la ville (1797), suivi par son fils Joseph-Michel (1791-1867) qui sera lui aussi maire à deux reprises (de 1816 à 1822 et de 1836 à 1848).
Eugene Cleenewerck (1750-1797), qui fut peut-être lieutenant général civil au bailliage royal et siège présidial de la Flandre, et seigneur d'Oudenhove, utilise le patronyme Cleenewerck d'Houdenhove avant la Revolution avec un blason derivé de celui de Jean.

### Bailleul
À Bailleul, les descendants de Nicolas Cleenewerck s'allièrent sous l'Ancien Régime avec d'autres familles de la bourgeoisie de cette ville et de la région (Bernaert, Warneys, Elleboudt, Baert de Neuville), puis au XIXe siècle avec des familles issues de la bourgeoisie (Bieswal de Briarde, alliance en 1813, Dufresne, alliance en 1851), de la noblesse du nord (Louys de la Grange, alliance en 1884), du comté de Flandre (de Liedekerke) ou de la noblesse de Belgique (de Cartier de Marchienne, alliance en 1900). Des membres de la famille Cleenewerck acquirent, sous l'Ancien Régime, des fiefs et de nombreuses terres dans cette région.
Michel Jean Cleenewerck (1732-1806), seigneur des fiefs vicomtiers de Crayencour et Dranoutre, est traditionnellement considéré comme le patriarche de cette branche. Il est le fils de Michel Joseph Cleenewerck (1702-1760) et Pétronille Libarie Baert de Neuville (1703-1765). Il obtient la charge de conseiller-receveur des amendes, épices et vacations au bailliage royal de Bailleul, ainsi que greffier de la ville et de la châtellenie de Bailleul. Son fils, prénommé également Michel (1758-1838) devint à son tour échevin de Bailleul.

### Famille Cleenewerck de Crayencour

#### Michel Donatien Cleenewerck (1758-1838)
Michel Jean Donatien Cleenewerck, natif de Bailleul, quatrième à porter le prénom Michel et le premier à signer son nom « Cleenewerck de Craiencourt » et à l'utiliser sur son ex-libris, reste Cleenewerck dans le corps des actes d'état civil. Par contre, son décès, déclaré en 1838, lui donnera dans le corps de l'acte le nom « Cleenewerck de Crayencour ». Il fut greffier de la ville Bailleul, héritier du fief de Crayencour, et conseiller-receveur, ce qui permet à Marguerite Yourcenar de le présenter généreusement mais sans doute incorrectement comme « conseiller du roi » . Elle précise aussi que « Michel-Daniel et les siens passèrent près de sept ans en émigration, d'abord au château de Kalkar en Prusse, puis dans celui d'Olften, en Westphalie ».

#### Michel Charles Cleenewerck de Crayencour (1822-1886)
Michel Charles Cleenewerck (né à Bailleul en 1822) est le premier Cleenewerck a personnellement utiliser à l’état civil le patronyme « Cleenewerck de Crayencour », d’abord avec son mariage en 1851 puis officiellement après 1858, ayant obtenu rectification de son acte de naissance par décision du tribunal de Lille.
En 1851, il épouse Noémi Dufresne (1828-1909), héritière de grandes propriétés nationalisées acquises par sa famille lors de la Révolution française, une femme dont Marguerite Yourcenar a fait dans Archives du nord et Quoi ? l'éternité un portrait à charge. Ils gèrent ensemble ce qui serait selon certains « un des plus vastes domaines des Flandres », dont dépendait selon le CIDMY, 300 fermes en bailliage ou qui formait selon Marguerite Yourcenar une propriété de mille hectares avec une trentaine de fermes.
Ainsi que noté, ce même Michel, conseiller de préfecture, qui deviendra préfet du Nord (par intérim) en 1871 et chevalier de la Légion d'Honneur, avait obtenu en 1858 le légalisation du nom  Cleenewerck de Crayencour « afin de rétablir le nom tel qu'il était avant 1792 ». Dans la vie courante, les membres de la famille Cleenewerck de Crayencour n’utilisent que Crayencour comme patronyme. Il est le grand-père de Marguerite Yourcenar qui devient son biographe dans Archives du Nord.

#### La transition lilloise

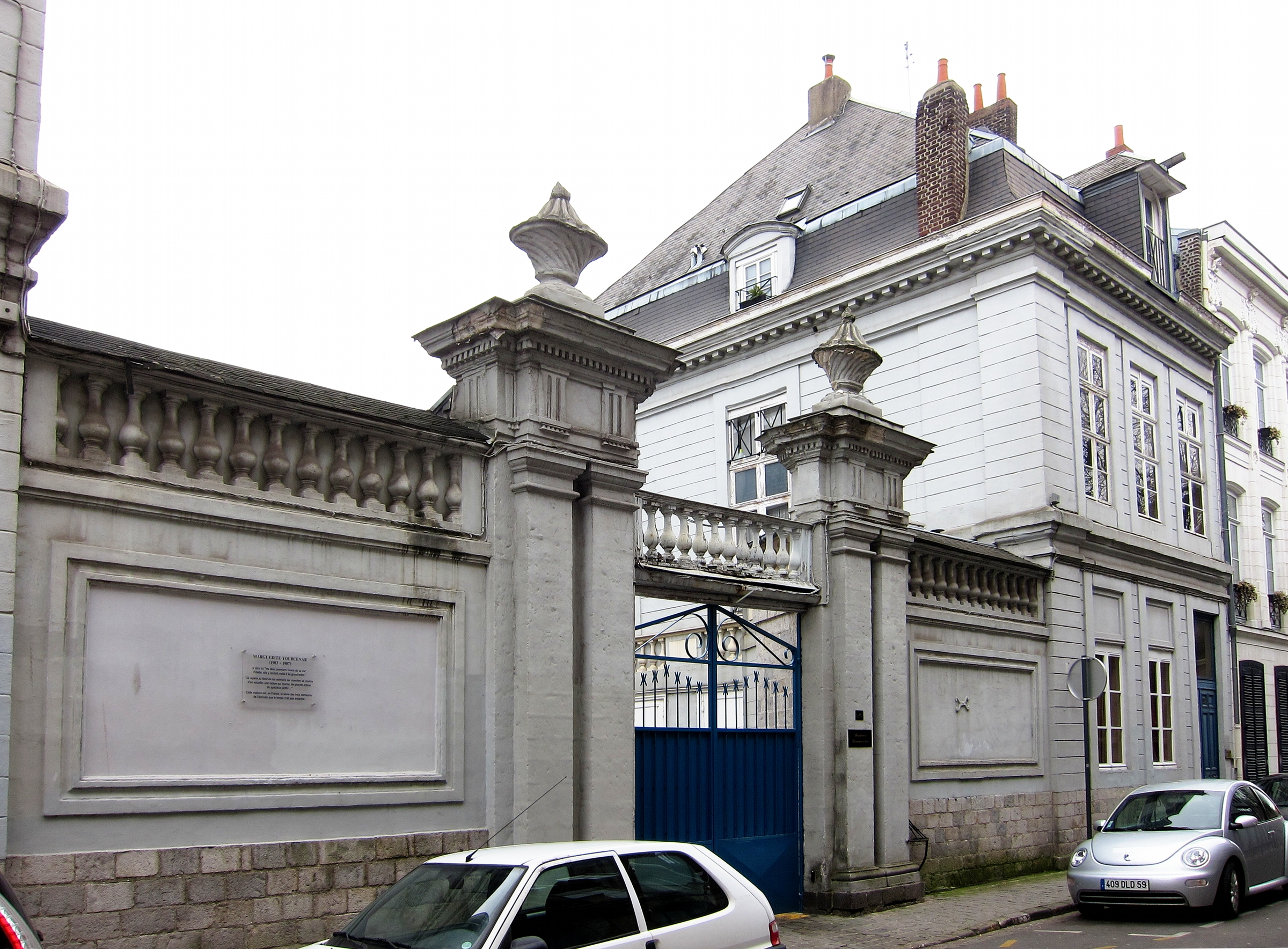
Hôtel particulier de la famille Dufresne à Lille.

Fils de Michel Charles de Crayencour et de Noémi Dufresne, Michel René Charles Jean (1853-1929) partage sa vie entre les voyages, le château familial et l'hôtel de maître à Lille situé à l'angle de la rue Marais et de la rue Négrier, appartenant tous deux à sa mère dont il héritera en 1909. Il se maria en premières noces en 1884 avec Constance Justine Marie Berthe Louys de la Grange (1861-1899), divorcée d'un premier mariage, dont est né Michel (1885-1966),  qui devint homme d'affaires, notamment dans le domaine de l'immobilier.. Il épouse en deuxièmes noces en 1900 la Belge Fernande Louise Marie Ghislaine de Cartier de Marchienne (1872-1903), mère de Marguerite Cleenewerck de Crayencour dite Marguerite Yourcenar et qui est morte, à Bruxelles, onze jours après la naissance de sa fille. Michel s'unit en troisièmes noces en 1926 à la mairie de Monaco avec Christine Marie Amélie Brown-Hovelt (1873-1950).

#### Anoblissement
Sous l’Ancien Régime en France, il n’existe aucun principe connu d’anoblissement malgré la possession de fiefs vicomtiers. Le titre de « vicomte » porté par certains membres de cette famille est un titre de courtoisie ou de fantaisie n’ayant été ni octroyé ni reconnu par aucun souverain avant la concession de noblesse mentionnée ci dessous. 
En 1905, Michel Cleenewerck de Crayencour (1885-1966), demi-frère de Marguerite Yourcenar, opta pour la nationalité belge. Il obtint en 1925, sous le règne d'Albert Ier de Belgique, concession de noblesse héréditaire et en 1957 concession du titre personnel de chevalier. Son fils aîné, Michel (1911-1976), obtint en 1967 concession du titre de chevalier transmissible par ordre de primogéniture masculine. Vincent et Amaury de Crayencour, petits-fils de Georges (neveu de Marguerite Yourcenar) ont depuis repris la nationalité française.

#### Le Mont-Noir
Le château, qui dominait le Mont-Noir, a été construit en 1824 par Amable Dufresne (1801-1875) époux d'Alexandrine Dumesnil (1801-1873). Il resta la propriété de la famille Dufresne jusqu'à la mort de Noémi, fille d'Amable et femme de Michel Charles de Crayencour, en 1909. Peu de temps après qu'il en eut hérité, Michel René de Crayencour, le père de Marguerite Yourcenar, le vendit (1913). Le château fut détruit lors des combats de la première Guerre mondiale.
Le « Mont-Noir » tire son nom de la forte concentration de pins noirs dans le parc du château, qui couvre cette colline située dans les « Monts des Flandres ». Les anciennes dépendances (et notamment les écuries) abritent aujourd'hui une résidence destinée aux jeunes écrivains, la Villa Marguerite-Yourcenar, et un festival de littérature européenne. La grotte Notre-Dame de la Salette a été aménagée en chapelle.

#### Les souvenirs de Marguerite Yourcenar
Le Labyrinthe du Monde, la trilogie de Marguerite Yourcenar composée de Souvenirs pieux (1974), Archives du Nord (1977) et Quoi ? L'Éternité (paru à titre posthume en 1988), est consacrée à l'histoire des familles Cleenewerck de Crayencour et de Cartier de Marchienne.
Le neveu de Marguerite Yourcenar, Georges de Crayencour, fit publier une lettre ouverte critiquant certains aspects de ces récits.

### Associations familiales
Il existe une Association internationale des familles Cleenewerck et une Association familiale Cleenewerck de Crayencour en Belgique.

## Membres connus

### Famille Cleenewerck puis Cleenewerck de Crayencour (Bailleul, Lille, Belgique)
- Michel Jean Cleenewerck, seigneur de Crayencour (1732-1806), conseiller-receveur des amendes, épices et vacations au bailliage royal de Bailleul
- Michel Charles Joseph Paul Cleenewerck, puis Cleenewerck de Crayencour (1822-1886), président du Conseil de préfecture du Nord, préfet par intérim du Nord[28]
- (Chevalier) Michel Cleenewerck de Crayencour (1885-1966), qui opta en 1905 pour la nationalité belge, anobli en 1925 par le roi des Belges[42] , qui exerça comme hommes d'affaires en Belgique, notamment dans le domaine de l'immobilier. Il est l'auteur de plusieurs notices d'histoire familiale. Marguerite Yourcenar en fait un portrait excessivement négatif dans "Le labyrinthe du monde",
- Marguerite Cleenewerck de Crayencour, dite Marguerite Yourcenar[43] (1903-1987), écrivain
- Georges Cleenewerck de Crayencour (1920-1999), généalogiste et héraldiste[réf. souhaitée]
- Dominique Cleenewerck de Crayencour (1951), directeur-général (honoraire) de la Banque Européenne d’Investissement[44]
- Vincent Cleenewerck de Crayencour (1978), éditeur, haut-fonctionnaire et industriel [45]
- Stéphanie Crayencour (1983), née Stéphanie Rittweger de Moor, actrice
- Amaury Cleenewerck de Crayencour, usuellement, Amaury de Crayencour (1984), comédien

### Autres Cleenewerck (Hazebrouck)
- Jean Cleenewerck (1700), greffier de la ville d’Hazebrouck[46]
- Joseph Cleenewerck, maire d'Hazebrouck (en 1797)
- Joseph Henri Cleenewerck, maire d'Hazebrouck (de 1816 à 1822 et, de 1836 à 1848)[47]
- Henri (ou Henry) Cleenewerck (1818-1901), peintre ayant vécu à Cuba et aux États-Unis, sans lien de parenté documenté[48]
- Henri-Emile Cleenewerck (1844-1907), peintre d’églises[49]
- Laurent Cleenewerck de Kiev (1969-), universitaire, auteur

## Armes, titres

### Armes
- Cleenewerck (enregistrement de Jean Cleenewerck en 1700) : d'argent chargé de trois merlettes de sable.
- Cleenewerck d’Oudenhove : d'or chargé de trois merlettes de sable.
- Cleenewerck de Crayencour : d'azur à trois étoiles à cinq rais d'or au chef d'argent chargé de trois merlettes de sable. La forme longue (Recueil Nobiliaire Belge de 1914) en est: d'azur à trois étoiles à cinq rais d'or (2), au chef d'argent, chargé de trois merlettes rangées de sable (3). L'écu surmonté d'une couronne de vicomte et d'un heaume d'argent, couronné, grillé, colleté et liséré d'or, doublé et attaché d'azur, aux lambrequins d'or et d'azur. Cimier : une merlette de l'écu Supports : deux lévriers d'argent, colletés de gueules[50].

| Image | Description |
| ----- | --- |
|       | Armes enregistrées par Jean Cleenewerck en 1598 (armorial d'Hozier) Description: d'argent chargé de trois merlettes de sable |
|       | Armes attribuées à Eugène Cleenewerck d’Oudenhove (circa 1750) Description: d'or chargé de trois merlettes de sable |
|       | Armes attribuées à Michel Cleenewerck de Crayencour (circa 1750) Description: D'argent à trois étoiles à cinq rais d'or; au chef d'argent chargé de trois merlettes de sable                                                                                        |
|       | Armes attribuées à la famille Cleenewerck de Crayencour (contemporain) Description: D'azur à trois étoiles à cinq rais d'or; au chef d'argent chargé de trois merlettes de sable                                                                                    |
|       | Armes associées à la famille Cleenewerck de Kiev (contemporain) Description: Au chef à l’archange (Saint Michel) et une étoile à sept rais d’or, en dextre; Sur un chevron borduré d’or, à 3 merlettes d’argent mal ordonnées; une Fleur de Lys d’argent, en pointe |

## Pour approfondir